# ریچارد گارسیا
ریچارد گارسیا (انگلیسی: Richard Garcia؛ زادهٔ ۴ سپتامبر ۱۹۸۱) یک بازیکن فوتبال اهل استرالیا است.
وی همچنین در تیم ملی فوتبال استرالیا بازی کرده‌است.